# Chant XIII de l'Enfer
Le Chant XIII de l'Enfer est le treizième chant de l'Enfer de la Divine Comédie du poète florentin Dante Alighieri. Il se déroule sur le deuxième giron du septième cercle, où sont punis les violents envers eux-mêmes ; nous sommes à l'aube du 9 avril 1300 (samedi saint), ou selon d'autres commentateurs du 26 mars 1300.

## Thèmes et contenus

### La Forêt des Suicidés: versets 1-30

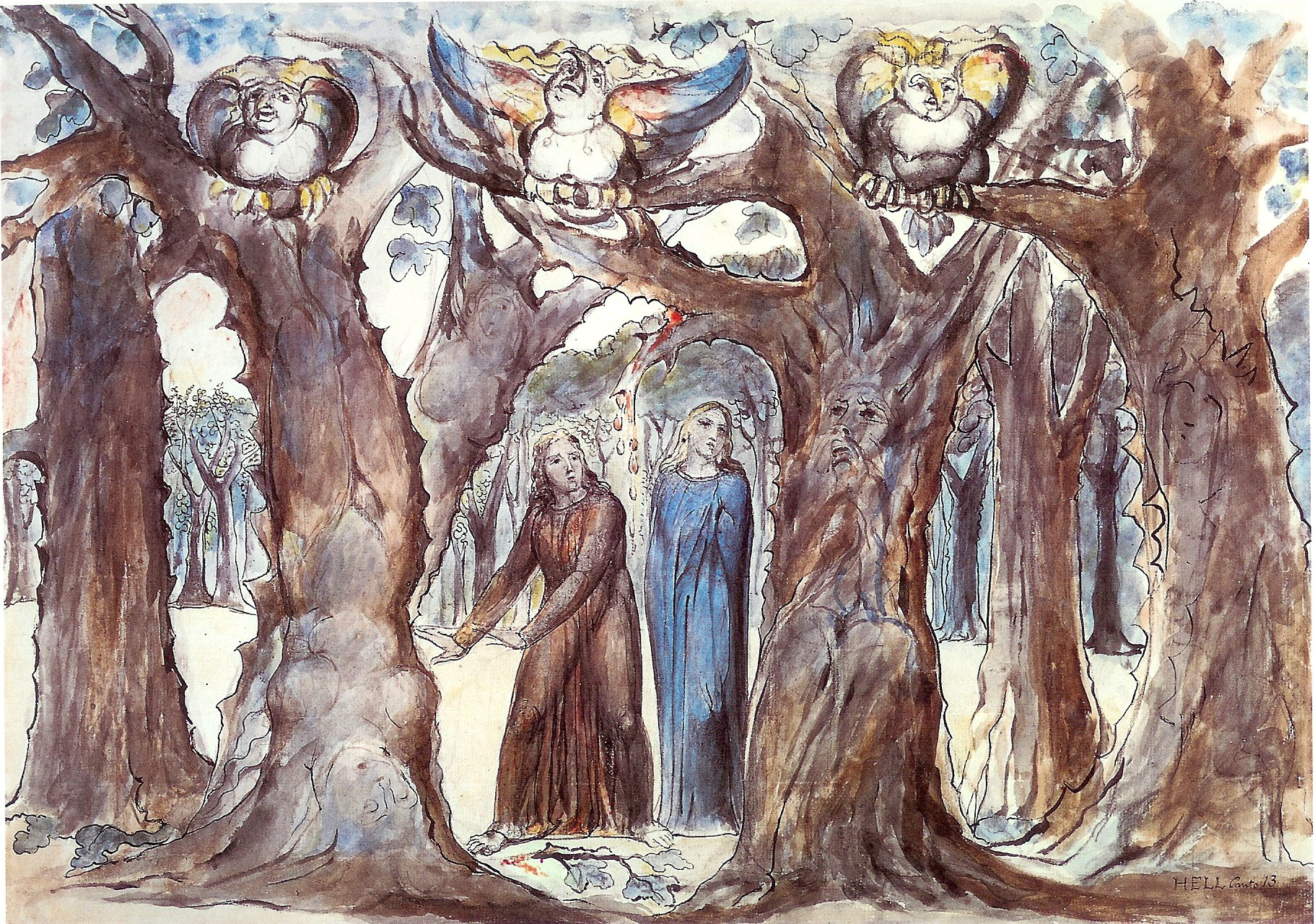
La scène du, imaginée par William Blake.

Dante et Virgile, après avoir traversé le Phlégéthon grâce à l'aide du centaure Nessos, rencontré dans le Chant précédent, se retrouvent dans un bois lugubre. Il n'y a pas de chemin et Dante évoque le lieu sinistre avec un  triolet ponctué par la technique de la « Privatio » ou antithèse « Non.... mais... », une anaphore répétée dans les versets 1-4-7.
« Non fronda verde, ma di color fosco;

non rami schietti, ma nodosi e 'nvolti;

non pomi v'eran, ma stecchi con tòsco. »
— Dante, Enfer - Chant XIII, versets 4-6

« Pas un feuillage vert, mais de couleur sombre ;

Pas des branches droites, mais noueuses et tordues ;
pas de fruits mais des épines empoisonnées. »
— Enfer - Chant XIII, versets 4-6
Les anaphores entre les deux hémistiches des vers du triolet soulignent une antithèse qui est aussi stylistique : à l'uniformité syntaxique du premier hémistiche s'oppose la variété du second ; au contraire, il y a une variété phonétique dans le premier hémistiche et une plus grande uniformité dans les autres. Dante précise la description par une comparaison : les habitations entre  Cecina et Corneto (c'est-à-dire la Maremme) de ces bêtes qui haïssent les terres cultivées ne sont pas aussi  denses et avec une végétation si rude. C'est ici, dit le poète, que les Harpies font leurs nids : elles ont, décrit le poète, des corps d'oiseaux et des visages humains, et émettent d'étranges lamentations. La description des Harpies est plutôt statique et elles n'effectuent aucune action directe dans le Chant : Dante les entend et les voit, mais il parle comme s'il nous les décrivait sans regarder, indépendamment de la perception.
Virgile, avant d'entrer dans le bois, rappelle à Dante qu'il s'agit de la deuxième section du septième cercle, celui des violents contre eux-mêmes, qui sera suivi du « sabbion » des violents contre Dieu et contre la nature. De plus, le guide dit à Dante de bien regarder, car il verra des choses incroyables.
En effet, Dante remarque que l'on entend des gémissements partout sans voir personne, ce qui lui fait penser qu'il y a des âmes cachées dans la brousse. Virgile lit dans son esprit et l'invite à couper un rameau d'une plante pour que son idée soit réfutée (li pensier c'hai si faran tutti monchi, verset 30). Le verset 25 marque le début des figures rhétoriques typiques de ce Chant, inspiré du style officiel des lettres des fonctionnaires de l'État comme Pier della Vigna, que nous rencontrerons bientôt : Cred'io ch'ei credette ch'io credesse (dans ces mots il y a un polytope).
Cette forêt est monstrueusement complexe, et le poète s'attarde à décrire les détails les plus affligeants pour que le lecteur ne s'imagine pas l'endroit comme un bosquet agréable : pas de feuilles, de fruits ou de fleurs, et au lieu du gazouillis des oiseaux, on n'entend que les cris des harpies et les lamentations. Nous ne devons pas imaginer de grands arbres majestueux, mais des broussailles, des arbustes noueux, comme il en existe dans la Maremme, assez grands pour suspendre un corps humain (versets 106-108).
C'est la forêt des violents contre eux-mêmes, des suicidés et des dilapidateurs. Pour Dante, la violence contre soi-même est plus grave que la violence contre le prochain, confirmant pleinement la vision théologique de saint Thomas d'Aquin : le commandement « aime ton prochain comme toi-même » postule d'abord un amour pour notre propre personne en tant que reflet de la grâce et de la grandeur divines.
Cette forêt rappelle l'image du locus horridus, caractérisée par une nature lugubre et rude, secouée par de terribles bouleversements et animée par des forces surnaturelles effrayantes et mystérieuses. Dans la littérature classique, nous en trouvons des traces chez Euripide, Virgile (Enéide, III, versets 13-68), Ovide et Sénèque.

### L'Arbuste saignant: versets 31-54

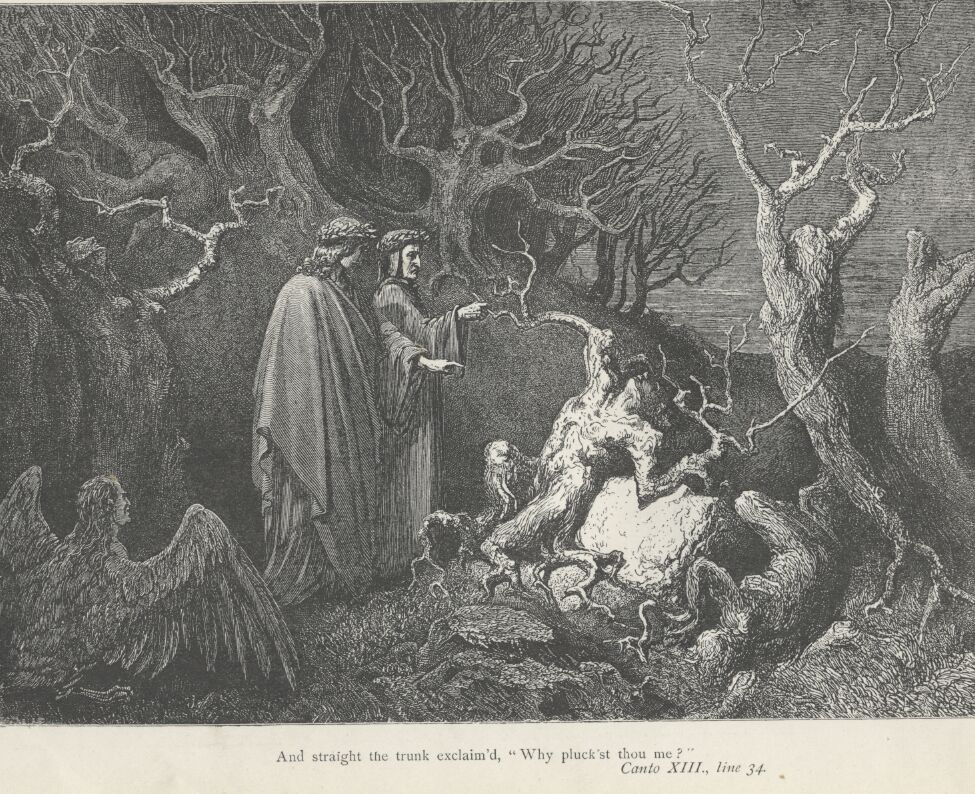
L'Arbuste saignant, illustration de Gustave Doré.

Dante « arrache » une brindille d'un grand arbuste et est surpris par le cri « Pourquoi me coupes-tu ? » suivi par l'écoulement de sang brun de l'endroit coupé. Les mots de la plante reviennent : « Pourquoi me coupes-tu ? / N'as-tu pas d'esprit de miséricorde ? / Nous étions des hommes, et maintenant nous sommes réduits en cendres » (versets 35-37), c'est-à-dire :« Pourquoi me déchires-tu ? Nous étions des hommes et maintenant nous sommes des plantes, donc votre main devrait être plus clémente ». Sur quoi, Dante, effrayé, lâche immédiatement la branche.
De même que lorsqu'on brûle un bois vert, d'où sortent d'un côté un liquide lymphatique et de l'autre une vapeur grinçante, ainsi, du point de la fracture, « sortent » des mots et du sang.
Nous avons donc affaire à des hommes transformés en plantes, une déchéance vers une forme de vie inférieure, la principale punition des damnés dans ce cercle. Cette situation paradoxale se manifeste aussi de manière concrète : les deux pèlerins n'ont pas de visage à regarder et, à deux reprises, ils ne peuvent pas dire si le damné a fini de parler ou s'apprête à continuer, car ils ne peuvent pas voir l'expression de son visage.
La figure de l'arbre qui saigne est tirée du Chant III de l'Énéide, où est raconté l'épisode de Polydore : Énée, ayant débarqué sur les rives de la mer de Thrace, veut préparer un autel et arrache quelques branches d'une plante, mais du sang sort du bois tronqué, suivi, après quelques tentatives, des paroles de Polydore, le dernier fils du roi Priam, qui lui avait confié secrètement une grande quantité d'or parce que Troie était assiégée. Il s'est transformé en plante après avoir été massacré et criblé par les flèches de Polymestor pour s'emparer de son or. Polydore exhorte alors Énée à quitter cette terre maudite le plus rapidement possible. Au vers 48, Dante admet avoir utilisé Virgile comme source, c'est d'ailleurs le poète lui-même qui dit comment Dante a déjà vu cette scène dans « sa » rime.
À ce moment-là, Virgile dit que, si Dante l'avait su, il n'aurait pas coupé la brindille. Mais en vérité, il était nécessaire que Dante la coupe pour le processus pédagogique de la Commedia, afin qu'il connaisse le châtiment de ces damnés ; en outre, Dante, en réparation du dommage, promet à l'âme de se souvenir d'elle parmi les vivants, si elle révèle son identité.

### Pier delle Vigne: versets 55-78

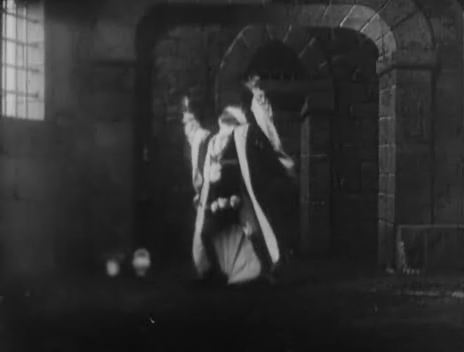
Pier delle Vigne aveugle et emprisonné, version cinématographique de L'Enfer (1911)

Le tronc, attiré par les mots doux, ne peut se taire et espère ne pas les ennuyer s'il les « emmêle » un peu avec son discours : notez deux verbes typiquement empruntés à la chasse, passe-temps typique de la cour de Frédéric II de Souabe, comme leurrer, prendre avec un appât, et emmêler, saisir avec du gui. Le ton de la conversation s'élève et devient raffiné et artificiel, avec des rimes difficiles, un discours complexe et des figures rhétoriques riches comme la répétition, l'allitération, les métaphores, les similes, les oxymores.
L'âme se présente enfin : il est celui qui détenait les deux clés du cœur de Frédéric II (celle de l'ouverture et de la fermeture, ou du oui et du non, une image également présente dans le Livre d'Isaïe à propos du roi David), et qui les a tournées si doucement en les ouvrant et en les fermant qu'il est devenu le seul participant aux secrets du souverain ; il a rempli fidèlement sa glorieuse tâche, perdant d'abord son sommeil et ensuite sa vie ; mais cette catin qui n'est jamais absente des cours impériales (de « l'hospice de César »), à savoir l'envie, jeta les yeux sur lui et enflamma tous les esprits contre lui ; et ces derniers enflammèrent à leur tour l'empereur (notez la répétition de enflammé, 'nfiammati, infiammar), qui transforma les honneurs en deuil. Son esprit alors, par esprit de dédain, croyant échapper au dédain du souverain par la mort (dédain/disdain, autre répétition), il a commis une injustice envers lui-même alors qu'il était dans son bon droit (injuste/juste, troisième répétition). Mais en jurant sur les nouvelles racines de son bois (sa mort ne date pas d'hier), il proclame son innocence, et si l'un d'eux (des deux poètes) devait revenir dans le monde des vivants, le tronc prie pour réconforter sa mémoire là-haut, encore sous le coup de l'envie.
Tout au long de cette longue périphrase, le damné n'a jamais prononcé son nom, mais il a laissé suffisamment d'éléments pour son identification : il s'agit de Pier della Vigna, un ministre de Frédéric II qui a fait une brillante carrière à la cour impériale, du moins jusqu'au point culminant de 1246, lorsqu'il est nommé « protonotaire et Logothète » du royaume de Sicile et qu'il en est en fait le conseiller le plus puissant et le plus proche du souverain. En 1248, après la défaite de Vittoria, l'empereur commence à perdre confiance en son conseiller et un an plus tard, peut-être en raison d'une conspiration, il est arrêté à Crémone et emprisonné à San Miniato (ou Pise), où il est aveuglé avec un fer rouge, après quoi il se serait suicidé en se fracassant la tête contre le mur de la cellule. Son histoire atroce a provoqué beaucoup de scandale à l'époque et de nombreuses histoires sur ses prétendus complots, souvent le résultat de rumeurs. En tout cas, l'historiographie moderne a trouvé une conversation suspecte avec le pape Innocent IV à Lyon et quelques abus de pouvoir pertinents à son encontre.
Dante lui-même est frappé d'une forte pitié pour le damné, à tel point qu'il est incapable de lui poser des questions et que Virgile doit le faire à sa place. Le poète réaffirme également son innocence, même si, d'un point de vue théologique, cela constitue une circonstance aggravante du suicide, car en se tuant, il a pris la vie d'un innocent.

### Explication de la Transformation des Suicidés en Plantes: versets 79-108

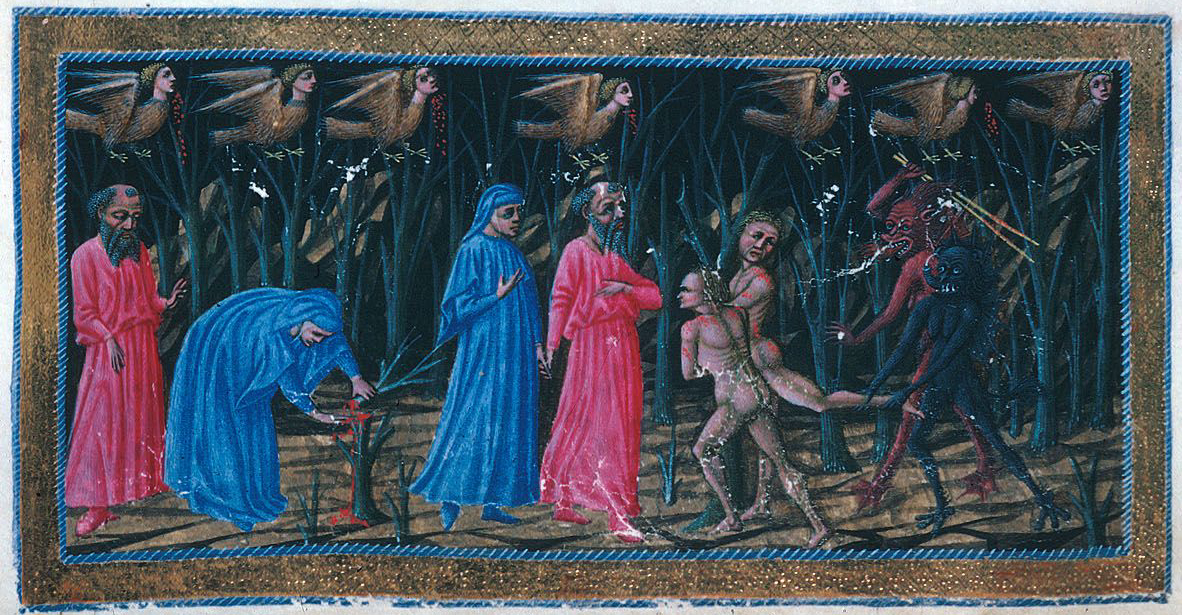
La Forêt des Suicidés, Priamo della Quercia (XVe siècle).

Virgile, à la demande de Dante, demande alors comment les âmes se transforment en plantes et si certaines d'entre elles quittent cette forme. De nouveau, le tronc commence par souffler fort, puis de ce « vent » reviennent les mots : (paraphrase) En bref, il sera répondu : « lorsque l'âme farouche du suicidé se sépare du corps dont elle s'est détachée de force, Minos (le juge infernal), l'envoie au septième cercle (« bouche »), où elle tombe au hasard dans le désert, où la fortune l'arbalète (de nouveau le langage de la chasse). C'est là que naît un rameau, puis un arbuste : les Harpies qui mangent ses feuilles lui apportent la douleur et la douleur se manifeste par des lamentations (chiasme faisant référence à la façon dont les mots et les lamentations peuvent naître de branches cassées) » (versets 93-102).
Puis Pier delle Vigne raconte comment, après le Jugement dernier, leurs âmes traîneront leurs corps jusqu'à la forêt et les accrocheront chacun à son tronc, sans se réunir avec eux car « il n'est pas juste de reprendre ce que l'on a pris » (verset 105). Il s'agit d'une invention purement dantesque et aucun théologien ne parle de cette condition particulière des suicidés après le Jugement dernier. L'idée du bois où les corps des suicidés sont suspendus macabrement est l'une des représentations les plus sombres de l'enfer.
L'âme, dans l'imagerie médiévale, était souvent liée à des symboles végétaux. La mystique Hildegarde de Bingen (XIIe siècle), dans le Liber Scivias, imagine l'âme divine dans un arbre. Chez les anciens peuples nomades, la plante est un symbole à la fois de la vie, puisqu'elle porte des fruits, et de la sagesse divine (Proverbes 3:18), ainsi les âmes des justes à leur mort seront appelées « chênes de la justice » (Livre d'Isaïe 61:3) et iront exorciser la plantation du Seigneur pour manifester sa gloire.

### Les Dilapidateurs: versets 109-129

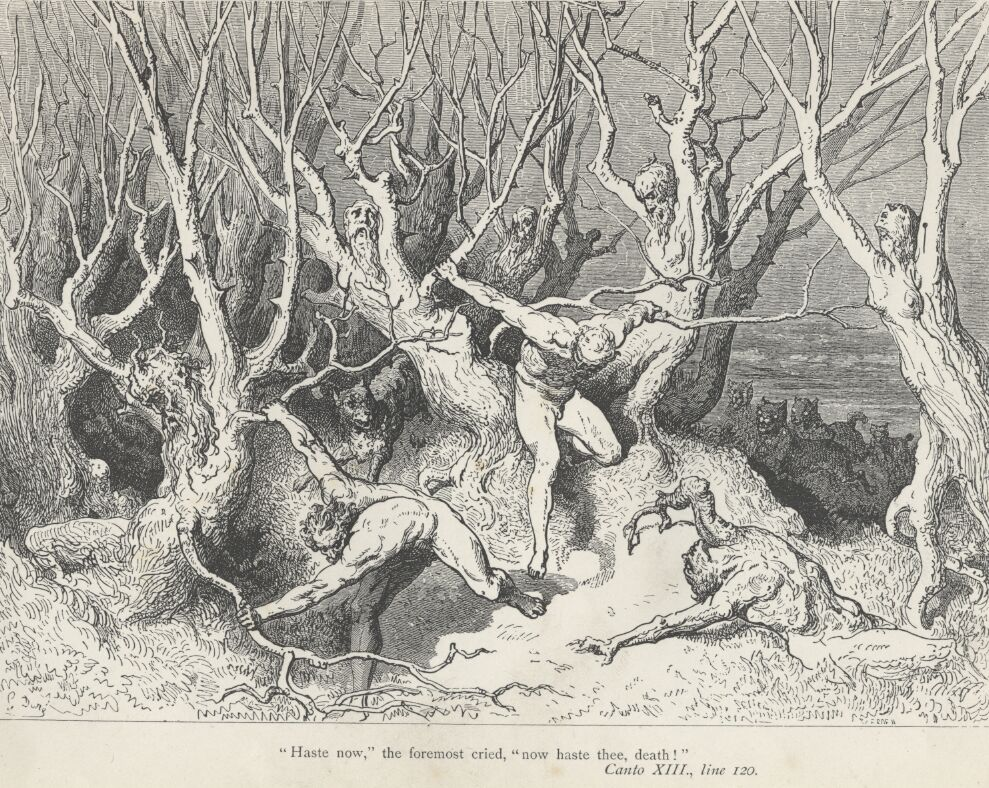
Les Dilapidateurs, illustration de Gustave Doré.

Les deux poètes attendent encore d'autres mots du tronc lorsque la scène change soudainement. On entend des bruits de chasse, comme quelqu'un qui entend un sanglier chassé par des chiens et des chasseurs et qui entend les animaux et les branches cassées. Et du côté gauche, Dante voit deux âmes nues pleines d'égratignures courir dans le fourré en cassant des branches partout (exemple de chasse infernale ou de chasse sauvage[4]).
Celui qui est le plus en avant invoque : Or accorri, accorri morte !, probablement pour signifier une seconde mort qui annulerait leurs douleurs, tandis que celui qui est le plus en arrière l'interpelle, rappelant à « Lano » qu'il n'a pas fui si vite les « Giostre del Toppo » où il était tombé au combat. Épuisé, le second se cache derrière un buisson, mais une foule de chiennes noires arrivent, qui l'atteignent et le déchirent en lambeaux, emportant ses membres endoloris.
Les deux fugitifs poursuivis sont, selon le schéma du Chant, deux hommes violents envers leur propriété, les « dilapidateurs », et à partir des mots qu'ils prononcent nous pouvons retracer leur identité. Il s'agit du Siennois Lano da Siena, membre de la Brigata spendereccia (brigade dépensière) et qui mourut aux Giostre del Toppo, et de Jacopo da Sant'Andrea, sujet de nombreuses anecdotes sur la façon dont il dilapidait ses biens.

### Le Suicidé de Florentin: verset 130-151

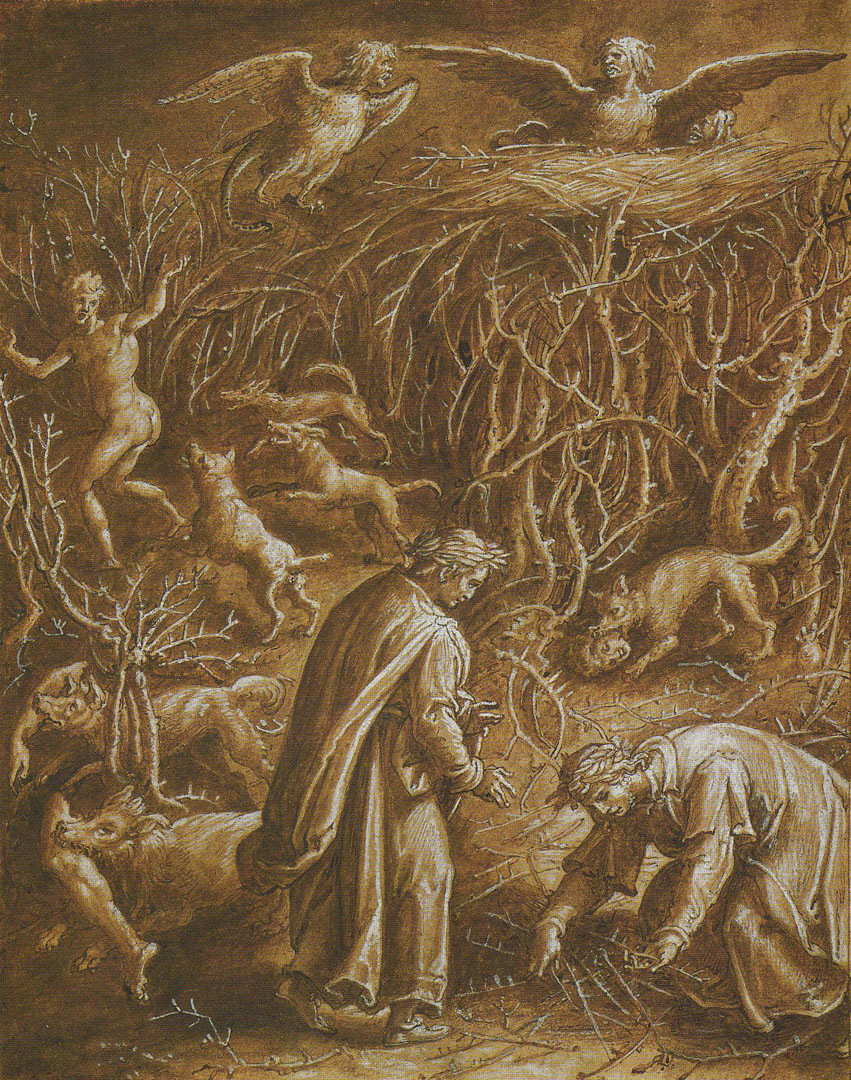
Dante ramasse des Nrindilles dans le Bois du Suicidé, illustration de Giovanni Stradano (1587).

Après l'intermède de la chasse infernale, la scène redevient silencieuse et méditative : Virgile montre à Dante le buisson où Jacopo a été chassé et démembré ; le buisson, manifestement un suicidé, pleure les nombreuses blessures qu'il a reçues pendant l'assaut. Il se plaint de Jacopo da Sant'Andrea (« Qu'est-ce que cela te fait de faire de moi un paravent ? / Quelle faute ai-je à ta vie coupable ? », verset 134-135), puis Virgile lui demande de parler un peu de lui.
Le buisson supplie d'abord mélancoliquement les deux pèlerins de ramasser ses branches et de les déposer à ses pieds. Puis il commence à dire qu'il est florentin, sans nommer la ville mais en faisant une longue périphrase : il dit que c'est de la ville qu'il a changé le premier patron en saint Jean le Baptiste, faisant référence à la légende répandue selon laquelle l'ancienne Florentia romaine était une ville dédiée au dieu Mars. C'est pourquoi le premier patron, le dieu de la guerre et de la discorde, continue à la hanter « avec son art », la rendant toujours triste. Il est heureux qu'il reste au moins un fragment de statue au croisement de l'Arno, sinon ceux qui l'ont reconstruit après la destruction d'Attila auraient travaillé en vain. Le buisson fait référence à la statue qui, selon les Florentins, représentait Mars et qui se trouvait à la tête de l'ancien Ponte Vecchio, près du Vicolo Marzio. Cette statue mutilée, mentionnée par divers chroniqueurs, était le reste d'un cheval d'une statue équestre dont personne ne se souvient de l'origine.
La présence de ce « palladium » était considérée comme une protection pour la ville : en 1333, il fut emporté par une inondation et les plus pessimistes y virent un signe annonciateur de la peste noire (1348). En tout cas, à l'époque de Dante, elle existait encore.
Le Chant se termine par un vers lapidaire, le seul de la biographie du damné : Io fei gibetto a me de le mie case, c'est-à-dire « j'ai fait ma potence dans ma maisons », ou « je me suis pendu dans ma maison ». La scène dramatique du pendu, anonyme comme tant de Florentins qui, en ces années de boom économique, n'ont pu suivre et se sont suicidés, est imprégnée du sentiment de solitude du suicide.

## Contrappasso
Les suicidés sont transformés en plantes, une forme de vie inférieure, parce qu'ils ont rejeté leur condition humaine en se tuant : par conséquent (par analogie), ils ne sont pas dignes de posséder leur corps. Même après le Jugement dernier, ils seront les seuls à ne pas regagner leur corps, mais à le traîner et à le suspendre à leurs branches. La question du sang et des blessures n'est qu'une aggravation du châtiment ou, à la rigueur, doit être comprise comme le fait qu'eux, qui ont versé leur propre sang de leur propre main, le voient maintenant versé de la main des autres.
Les dilapidateurs, qui ont détruit leur propre substance, sont maintenant (par analogie) mis en pièces (morceau par morceau) par des chiennes noires voraces.